# (31037) Мидон
(31037) Мидон (лат. Mydon, др.-греч. Μύδων) — типичный троянский астероид Юпитера, движущийся в точке Лагранжа L5, в 60° позади планеты. Астероид был открыт 20 апреля 1996 года бельгийским астрономом Эриком Эльстом в обсерватории Ла-Силья и назван в честь Мидона, одного из героев Троянской войны.

Орбита астероида Мидон и его положение в Солнечной системе